# Apicia holmiaria
Apicia holmiaria là một loài bướm đêm trong họ Geometridae.